# Jouko Grip
Jouko Grip (* 10. Januar 1949 in Pälkäne) ist ein finnischer Skilangläufer und Leichtathlet aus Pälkäne und mit 12 Goldmedaillen der erfolgreichste finnische Teilnehmer an Paralympischen Spielen.

## Leben
Grip nahm von 1980 bis 2002 an allen sieben Winter-Paralympics als Skilangläufer teil und gewann dabei insgesamt 15 Medaillen (10 Gold, 5 Silber). Er ist außerdem als Mittelstreckenläufer und Speerwerfer aktiv und hat in diesen Disziplinen an den zwei Sommer-Paralympics in New York (1984) und Seoul (1988) teilgenommen. Dabei gewann hat er zwei Goldmedaillen. Zusätzlich ist er 10-facher Weltmeister.
Grip nutzte seinen Erfolg, um für den Behindertensport in Finnland zu werben. Er ist Trainer bei dem 1985 gegründeten FairSport-Institut Räyskälän leirikeskus für behinderte Kinder und in diversen Organisationen tätig, deren Ziel es ist, Behinderten den Alltag zu erleichtern.
2005 wurde er für seine Tätigkeiten vom finnischen Unterrichtsministerium mit dem Pro Athlete Award 2005 ausgezeichnet. Im Jahr darauf wurde er am 10. März 2006 gemeinsam mit der Skiläuferin Annemie Schneider und der Trainerin Ulla Renvall durch das Internationale Paralympische Komitee (IPC) in die neu gegründete „Hall of Fame“ des Paralympischen Sports aufgenommen.
Grip litt an Poliomyelitis, wodurch seine linke Hand verkrüppelt wurde.

## Erfolge

### Winter-Paralympics
- Geilo 1980:
Gold: 4 × 5 km Staffel 3A-3B
Gold: 5 km 3A (kurze Distanz)
Gold: 10 km 3A (mittlere Distanz)
- Innsbruck 1984:
Gold: 4 × 5 km Staffel LW2-9
Gold: 20 km LW6/8 (mittlere Distanz)
Gold: 10 km LW6/8 (kurze Distanz)
- Innsbruck 1988:
Gold: Biathlon 7,5 km LW6/8
Silber: 4 × 5 km Staffel LW2-9
Silber: 10 km LW6/8 (kurze Distanz)
Silber: 20 km LW6/8 (lange Distanz)
- Tignes 1992:
Gold: Biathlon 7,5 km LW6/8
Gold: 10 km LW6/8 (lange Distanz)
Silber: 5 km LW6/8 (kurze Distanz)
- Lillehammer 1994:
Gold: 5 km LW6/8 (klassische Technik)
Silber: 20 km LW6/8 (klassische Technik)

### Sommer-Paralympics
- New York 1984:
Gold: 1500 m L6
Gold: 800 m L6

### Weltmeisterschaften
- Le Diaplare 1982:
Gold: Kurze Distanz
Gold: Lange Distanz
Gold: Staffel
- Falun 1986:
Gold: Lange Distanz
Gold: Mittlere Distanz
Gold: Staffel
Gold: Biathlon
- Winter Park 1990:
Gold: Kurze Distanz
Gold: Mittlere Distanz
Gold: Lange Distanz
Silber: Staffel